# أورفيل (سلسلة)
أورفيل (بالإنجليزية: The Orville) هي مسلسل تلفزيوني كوميدي درامي خيري أمريكي تم بثه على شبكة فوكس التلفزيونية منذ 10 أيلول 2017.

## روابط خارجية
- أورفيل (سلسلة) على موقع IMDb (الإنجليزية)
- أورفيل (سلسلة) على موقع ميتاكريتيك (الإنجليزية)
- أورفيل (سلسلة) على موقع روتن توميتوز (الإنجليزية)
- أورفيل (سلسلة) على موقع كينوبويسك (الروسية)
- أورفيل (سلسلة) على موقع ألو سيني (الفرنسية)
- أورفيل (سلسلة) على موقع قاعدة بيانات الفيلم (الإنجليزية)